# Liste over mest besøgte museer i Storbritannien
Dette er en liste over mest besøgte museer i Storbritannien inklusive kunstmuseer. Listen rummer de 40 mest besøgte museer, og er baseret ud fra besøgstal fra Association of Leading Visitor Attractions.
| Rang | Museum                                      | Placering     | Land             | Antal besøgende (2023) |
| ---- | ------------------------------------------- | ------------- | ---------------- | ---------------------- |
| 1    | British Museum                              | London        | England          | 5,820,860              |
| 2    | Natural History Museum                      | London        | England          | 5,688,786              |
| 3    | Windsor Great Park                          | Berkshire     | England          | 5,487,856              |
| 4    | Tate Modern                                 | London        | England          | 4,742,038              |
| 5    | Southbank Centre                            | London        | England          | 3,193,966              |
| 6    | Victoria and Albert Museum                  | London        | England          | 3,110,000              |
| 7    | National Gallery                            | London        | England          | 3,096,508              |
| 8    | Science Museum                              | London        | England          | 2,956,886              |
| 9    | Tower of London                             | London        | England          | 2,790,280              |
| 10   | Somerset House                              | London        | England          | 2,727,677              |
| 11   | Royal Museums Greenwich                     | London        | England          | 2,547,821              |
| 12   | National Museum of Scotland                 | Edinburgh     | Scotland         | 2,186,841              |
| 13   | Kew Gardens                                 | London        | England          | 1,974,295              |
| 14   | Edinburgh Castle                            | Edinburgh     | Scotland         | 1,904,723              |
| 15   | Scottish National Gallery                   | Edinburgh     | Scotland         | 1,836,057              |
| 16   | Royal Albert Hall                           | London        | England          | 1,605,924              |
| 17   | Westminster Abbey                           | London        | England          | 1,587,866              |
| 18   | St Paul's Cathedral                         | London        | England          | 1,499,575              |
| 19   | British Library                             | London        | England          | 1,390,378              |
| 20   | Windsor Castle                              | Berkshire     | England          | 1,374,607              |
| 21   | RHS Garden Wisley                           | Surrey        | England          | 1,361,785              |
| 22   | London Zoo                                  | London        | England          | 1,327,902              |
| 23   | Stonehenge                                  | Wiltshire     | England          | 1,327,423              |
| 24   | Barbican Centre                             | London        | England          | 1,313,528              |
| 25   | Kelvingrove Art Gallery and Museum          | Glasgow       | Scotland         | 1,283,882              |
| 26   | Riverside Museum                            | Glasgow       | Scotland         | 1,265,011              |
| 27   | National Portrait Gallery                   | London        | England          | 1,164,018              |
| 28   | Tate Britain                                | London        | England          | 1,091,218              |
| 29   | Roman Baths and Grand Pump Room             | Somerset      | England          | 1,061,240              |
| 30   | Royal Botanic Garden Edinburgh              | Edinburgh     | Scotland         | 1,041,391              |
| 31   | Tower Bridge                                | London        | England          | 960,670                |
| 32   | Blenheim Palace                             | Oxfordshire   | England          | 945,412                |
| 33   | Horniman Museum and Gardens                 | London        | England          | 924,480                |
| 34   | Ashmolean Museum                            | Oxfordshire   | England          | 900,277                |
| 35   | Whipsnade Zoo                               | Bedfordshire  | England          | 893,450                |
| 36   | Royal Shakespeare Theatre and Swan Theatre  | Warwickshire  | England          | 883,627                |
| 37   | Portsmouth Historic Dockyard                | Hampshire     | England          | 873,491                |
| 38   | Old Royal Naval College                     | London        | England          | 843,175                |
| 39   | Bodleian Libraries                          | Oxfordshire   | England          | 842,221                |
| 40   | Imperial War Museum                         | London        | England          | 841,575                |
| 41   | Moors Valley Country Park                   | Dorset        | England          | 820,958                |
| 42   | Beamish Museum                              | County Durham | England          | 801,756                |
| 43   | Titanic Belfast                             | Belfast       | Northern Ireland | 800,949                |
| 44   | Longleat                                    | Wiltshire     | England          | 800,056                |
| 45   | Shakespeare's Globe                         | London        | England          | 799,942                |
| 46   | National War Museum                         | Edinburgh     | Scotland         | 773,213                |
| 47   | Oxford University Museum of Natural History | Oxfordshire   | England          | 768,986                |
| 48   | Royal Ballet and Opera                      | London        | England          | 750,851                |
| 49   | Eden Project                                | Cornwall      | England          | 713,255                |
| 50   | Royal Academy of Arts                       | London        | England          | 709,961                |

## See also
- Museum of the Year
- Turisme i Storbritannien
- Liste over mueser i Storbritannien
- Liste over mest besøgte kunstmuseer